# Bathyleberis monothrix
Bathyleberis monothrix är en kräftdjursart. Bathyleberis monothrix ingår i släktet Bathyleberis och familjen Cylindroleberididae. Inga underarter finns listade.